# TV Tamazight 4
Channel 4, conosciuto anche come TV Tamazight 4, è un canale televisivo algerino in berbero edito dall'Établissement public de télévision.

## Palinsesto

### In onda
Vengono qui di seguito elencati i programmi che sono in onda su Channel 4.

#### Show
- Alḥān wa Shabāb
- Annaṛ
- Asmekti
- Azrar n Wass
- Berra n wurar
- Cal d Ufus
- Chef di Tkuzint
- Click Dagi
- Iswi
- Jaraneɣ
- Juste pour rire : Les gags
- Mraḥba
- Qimet yidi
- Sani Tebɣam An-Ruḥ
- Tacerɛit
- Tadiant
- Tafsut
- Taḥawact n Waddal
- Thafat Nou Sirem
- Tisura n Tmeddurt
- Top Cna

#### Serie TV
- Amenugh n woul
- Axxam n da Meziane
- Bios, l'extra-terrestre
- Da Kaci
- Siḥr al-Murjān
- Tejra n Lluz
- Tinifift
- Ussan Tafsut
- Zenqa Story

#### Animazione
- Amani
- Inspecteur Tahar
- Oggy e i maledetti scarafaggi

#### Sport
- Ligue 1
- Coppa d'Algeria